# 安杰洛·巴泰利
安杰洛·巴泰利（義大利語：Angelo Battelli，1862年3月28日—1916年12月11日），意大利科学家，知名于非金属物质的熔化温度和热量的测量，磁性金属的电导率和热电效应，汤姆森效应。

## 生平

### 早年生活和
巴泰利出生于意大利佩萨罗和乌尔比诺省的马切拉塔费尔特里亚。

### 教育经历
1884年，他获得了都灵大学博士学位，导师是 Andrea Naccari。

### 职业生涯
他是物理学家路易吉·普钱蒂的导师。1897年，他创办立了意大利物理学会。

### 逝世
1916年，巴泰利在比萨省的比萨去世。